# Vysoká hole
Vysoká hole är ett berg i Tjeckien.   Det ligger i regionen Mähren-Schlesien, i den östra delen av landet, 200 km öster om huvudstaden Prag. Toppen på Vysoká hole är 1 463 meter över havet, eller 279 meter över den omgivande terrängen. Bredden vid basen är 7,6 km. Vysoká hole ingår i Hrubý Jeseník.
Terrängen runt Vysoká hole är huvudsakligen kuperad. Runt Vysoká hole är det glesbefolkat, med 12 invånare per kvadratkilometer. Närmaste större samhälle är Vrbno pod Pradědem, 12,9 km nordost om Vysoká hole. I omgivningarna runt Vysoká hole växer i huvudsak blandskog.